# Johannes Honsig-Erlenburg

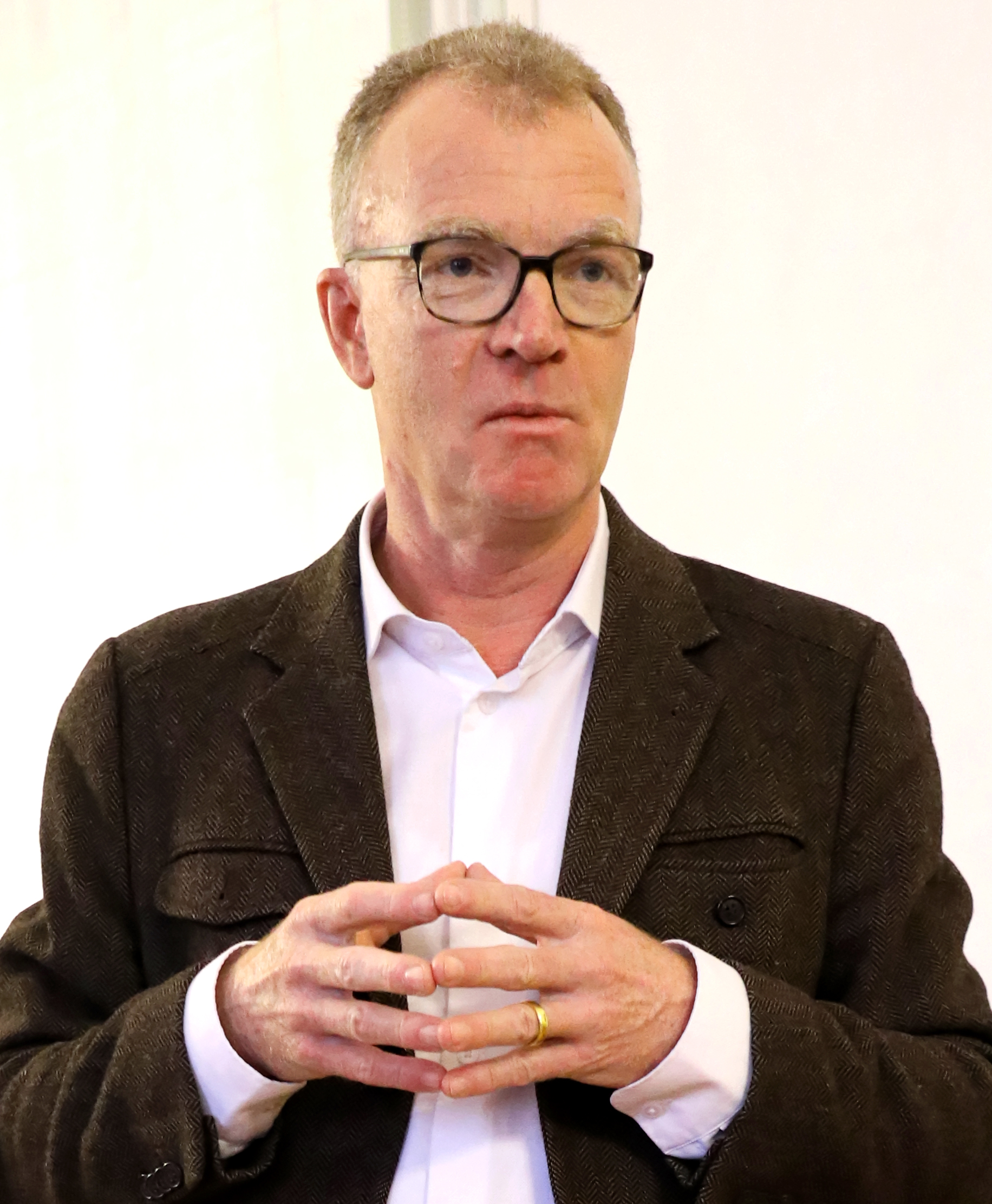
Johannes Honsig-Erlenburg (2018)

Johannes Honsig-Erlenburg (* 13. Oktober 1962 in Salzburg) ist ein österreichischer Wirtschaftsanwalt und seit 2006 Präsident der Internationalen Stiftung Mozarteum Salzburg. Er war von 2009 bis 2015 geschäftsführender Vorstand der Stiftung Herbert von Karajan, Osterfestspiele Salzburg und gehört seit 2017 dem Kuratorium der Salzburger Festspiele an, seit 2020 dem Aufsichtsrat der Wiener Staatsoper.

## Leben
Er wuchs als Sohn einer musikbegeisterten Juristenfamilie auf und begann als Volksschulkind Klavier zu spielen. Schon als Gymnasiast studierte er am Mozarteum in Salzburg Klavier und Orgel und war bis 2005 Organist in der Aigner Kirche.
Seit Mitte der 1990er Jahre ist Honsig-Erlenburg an der Neuausrichtung der Stiftung Mozarteum beteiligt, der er seit 2006 als Präsident vorsteht. In seine Präsidentschaft fallen die Mozartwoche Intendanzen von Marc Minkowski (2013 bis 2017) und Rolando Villazón (ab 2019), weiters der Neubau der Propter Homines Orgel, finanziert durch eine Stiftung von Herbert Batliner, im Großen Saal des Mozarteums, die Akquise neuer nationaler und internationaler Förderer und eine verstärkte internationale Ausrichtung der Stiftung Mozarteum. Unter anderem wurde 2009 das erste kubanische Jugendorchester Havana Lyceum Orchestra – spezialisiert auf Wiener Klassik und kubanische Musik – über Initiative der Stiftung Mozarteum gegründet und zu Konzerten nach Europa eingeladen. 2016 spielte das Orchester anlässlich des Staatsbesuches von Bundespräsident Heinz Fischer in Kuba. 2018 zeichnete Honsig-Erlenburg für den musikalischen Beitrag der Stiftung Mozarteum beim Staatsbesuch von Bundespräsident Alexander Van der Bellen in China mit dem Auftritt der kleinen Anna Cäcilia mit Mozarts Kindergeige vor dem chinesischen Präsidenten Xi Jinping verantwortlich.
Johannes Honsig-Erlenburg wurde im Oktober 2022 als tragende Persönlichkeit des Kulturlebens von Bund und Land ausgezeichnet: Landeshauptmann Wilfried Haslauer überreichte Johannes Honsig-Erlenburg das Ehrenzeichen des Landes Salzburg. Bundespräsident Alexander Van der Bellen verlieh dem Präsidenten der Stiftung Mozarteum Salzburg das Große Ehrenzeichen für Verdienste um die Republik Österreich, das von Botschafterin Teresa Indjein, Leiterin der Sektion für internationale Kulturangelegenheiten im Außenministerium, feierlich in Salzburg überreicht wurde.
Seit 1990 ist Johannes Honsig-Erlenburg als Rechtsanwalt tätig. Er ist Vater von drei erwachsenen Kindern und in zweiter Ehe mit der Argentinierin Anna Avellaneda verheiratet.